# سنجاب طنابی کینتامپو
سنجاب طنابی کینتامپو (نام علمی: Funisciurus substriatus) نام یک گونه از سرده سنجاب نواری آفریقایی است.